# Bear McCreary
Bear McCreary, född 17 februari 1979 i Fort Lauderdale, Florida, USA, är en amerikansk kompositör och musiker. Han är mest känd för sitt arbete med musiken för TV-serien Battlestar Galactica och ledmotivet till AMC:s apokalyptiska TV-serie The Walking Dead.

## Filmografi (urval)
- 2004–2009 – Battlestar Galactica (TV-serie)
- 2007 – Wrong Turn 2: Dead End
- 2008–2009 – Terminator: The Sarah Connor Chronicles (TV-serie)
- 2010 – Dark Void (dataspel)
- 2010 – Step Up 3D
- 2010–2014 – The Walking Dead (TV-serie)
- 2010 – The Angry Video Game Nerd, avsnitt How the Nerd Stole Christmas (TV-serie)
- 2011 – Socom 4 (dataspel)
- 2013 – Knights of Badassdom
- 2013–2014 – Defiance (TV-serie)
- 2013–2014 – Da Vinci's Demons (TV-serie)
- 2014–2015 – Black Sails (TV-serie)
- 2017 – The Cloverfield Paradox
- 2020 – The Babysitter: Killer Queen